# Paolo Guzzanti
Pour les articles homonymes, voir Guzzanti.
Paolo Guzzanti, né le 1er août 1940 à Rome, est un journaliste, animateur de télévision et homme politique italien. 

## Biographie
Élu lors de la XVIe législature député du Peuple de la liberté, Paolo Guzzanti avait déjà été sénateur. Il a fait partie du Parti socialiste italien, du Pacte de Mario Segni et de Forza Italia. En 2009, en profond désaccord avec Silvio Berlusconi, il adhère au Parti libéral italien qu'il laisse un temps en faveur du Nouveau Pôle pour l'Italie pour rejoindre le 17 février 2011 le groupe parlementaire Initiative responsable qu'il quitte en 2012 pour devenir non-inscrit. Pour les élections européennes de 2014, il figure sur une liste de Forza Italia.
C'est le neveu d'Elio Guzzanti et le père de Sabina, Caterina et de Corrado Guzzanti